# Соколов, Александр Валентинович (политик)
Александр Валентинович Соколов (род. 4 августа 1970, Кострома) — российский политический и общественный деятель. Губернатор Кировской области с 23 сентября 2022 (врио 10 мая — 23 сентября 2022). Действительный государственный советник Российской Федерации 3-го класса (2018), кандидат политических наук.

## Биография
Родился 4 августа 1970 года в Костроме.
В 1992 году окончил Костромской педагогический институт им. Н. А. Некрасова.
В 2008 году окончил Московский государственный институт международных отношений МИД России.
В 2012 году присуждена степень кандидата политических наук.
С 1992 по 1997 год работал в комитете по делам молодёжи, семьи и детству администрации Костромской области.
С 1997 по 2005 год — секретарь, второй секретарь Центрального комитета Российского Союза Молодёжи.
С 2005 по 2011 год — председатель Национального Совета молодёжных и детских объединений России.
С 2011 по 2014 год был президентом Фонда содействия развитию международного сотрудничества.
Являлся председателем клуба «Многонациональная Россия». Выступал экспертом на публичных слушаниях и телепередачах по вопросам преодоления ксенофобии в обществе.
С 2014 по 2017 год — заместитель губернатора Костромской области, первый заместитель губернатора Костромской области.
С 2017 по 2022 год — заместитель начальника Департамента Управления Администрации Президента Российской Федерации по внутренней политике, начальник Департамента, референт Управления Президента Российской Федерации по обеспечению деятельности Государственного Совета Российской Федерации.
Почётный член Российского Союза Молодёжи (2006).

### Губернатор Кировской области
10 мая 2022 года Президент России Владимир Путин назначил Александра Соколова временно исполняющим обязанности губернатора Кировской области. 11 мая был представлен Правительству Кировской области. 23 сентября прошла инаугурация избранного губернатора Кировской области

## Санкции
24 февраля 2023 года Госдепом США Соколов включён в санкционный список лиц причастных к «осуществлению российских операций и агрессии в отношении Украины, а также к незаконному управлению оккупированными украинскими территориями в интересах РФ», в частности за «призыв граждан на войну в Украине».
1 апреля 2023 года внесён в санкционный список Украины как «глава государственного органа, осуществлявший поддержку/поощрение/публичное одобрение политики РФ, направленной на проведение военных действия и геноцид гражданского населения в Украине».

## Награды и звания
- Орден Александра Невского (2024)[15].
- Орден «За заслуги перед Запорожской областью» I степени (2025)[16].
- Отмечен благодарностями Президента Российской Федерации (2000 и 2025[17]).
- Действительный государственный советник Российской Федерации 3-го класса (2018).
- Кандидат политических наук.
- Орден Святого благоверного великого князя Александра Невского III степени (РПЦ, 2024)[18].

## Семья
Женат, трое детей.